# Amaenbo
«Amaenbo» (甘えんぼ «Mimada»?) es el tercer sencillo de la cantautora japonesa Ai Otsuka. Fue lanzado al mercado el día 3 de marzo del año 2004 bajo el sello avex trax.

## Información
Tercer sencillo de Otsuka, también su primer debut en el Top 10 en las listas de Oricon. Un dato curioso es que debuta entre los diez primeros la semana de su lanzamiento, cuando su sencillo anterior "Sakuranbo" también daba que hablar en estos primeros lugares de lo más vendido en su país. El lanzamiento de este sencillo de hecho fue pospuesto debido al éxito que estaba alcanzando "Sakuranbo" en las listas, que fue paulatino y mucho después de su lanzamiento original. Estaba estimado que se lanzaría en el mes de febrero, pero posteriormente fue cambiada la fecha para marzo, cuando Avex consideró que ya había pasado el tiempo suficiente y ya era tiempo de lanzar un nuevo trabajo. Este también es el primer sencillo de Otsuka que puede considerársele completamente balada romántica. Tiempo después se supo que este tema, junto con "Daisuki da yo.", estaba incluido en la cinta demo que la joven mandó para posteriormente conseguir un contrato discográfico con Avex, para comenzar su carrera como solista.
Este fue el último sencillo antes de lanzarse el primer álbum de Otsuka, LOVE PUNCH, y también el último que incluyó una versión "Studio Live" de su trabajo anterior. Los únicos que incluyeron este tipo de canción fueron éste y "Sakuranbo". En la versión en vivo/estudio incluida en este sencillo se contó con la colaboración en la guitarra de Ryo Owatari.

## Canciones

### CD
1. «Amaenbo» (甘えんぼ?)
2. «Ame-iro Parasol» (雨色パラソル?)
3. «Sakuranbo» (Studio Live ver.) (さくらんぼ (スタジオライブ ver.)?)
4. «Amaenbo» (甘えんぼ?) (Instrumental)
5. «Ame-iro Parasol» (雨色パラソル?) (Instrumental)

### DVD
1. «Amaenbo» (甘えんぼ?)

- Datos: Q2840904